# Ivoy-le-Pré
Ivoy-le-Pré is een gemeente in het Franse departement Cher (regio Centre-Val de Loire) en telt 873 inwoners (2004). De plaats maakt deel uit van het arrondissement Vierzon.

## Geografie
De oppervlakte van Ivoy-le-Pré bedraagt 100,9 km², de bevolkingsdichtheid is 8,7 inwoners per km².
De onderstaande kaart toont de ligging van Ivoy-le-Pré met de belangrijkste infrastructuur en aangrenzende gemeenten.

## Demografie
Onderstaande figuur toont het verloop van het inwonertal (bron: INSEE-tellingen).